# Франич, Марио
Марио Франич (босн. Mario Franjić; 23 марта 1962) — югославский и боснийский бобслеист, участник Олимпийских игр 1984 и 1998 годов.

## Биография
Выступал в составе четвёрок: в 1984 году вместе со Здравко Стойничем, Синишей Тубичем и Николой Корицей; в 1998 году вместе с Зораном Соколовичем, Нихадом Мамеледжией и Эдином Крупалией.
На церемонии открытия XVIII Олимпийских зимних игр в Нагано нёс флаг Боснии и Герцеговины.